# Tore Johnson

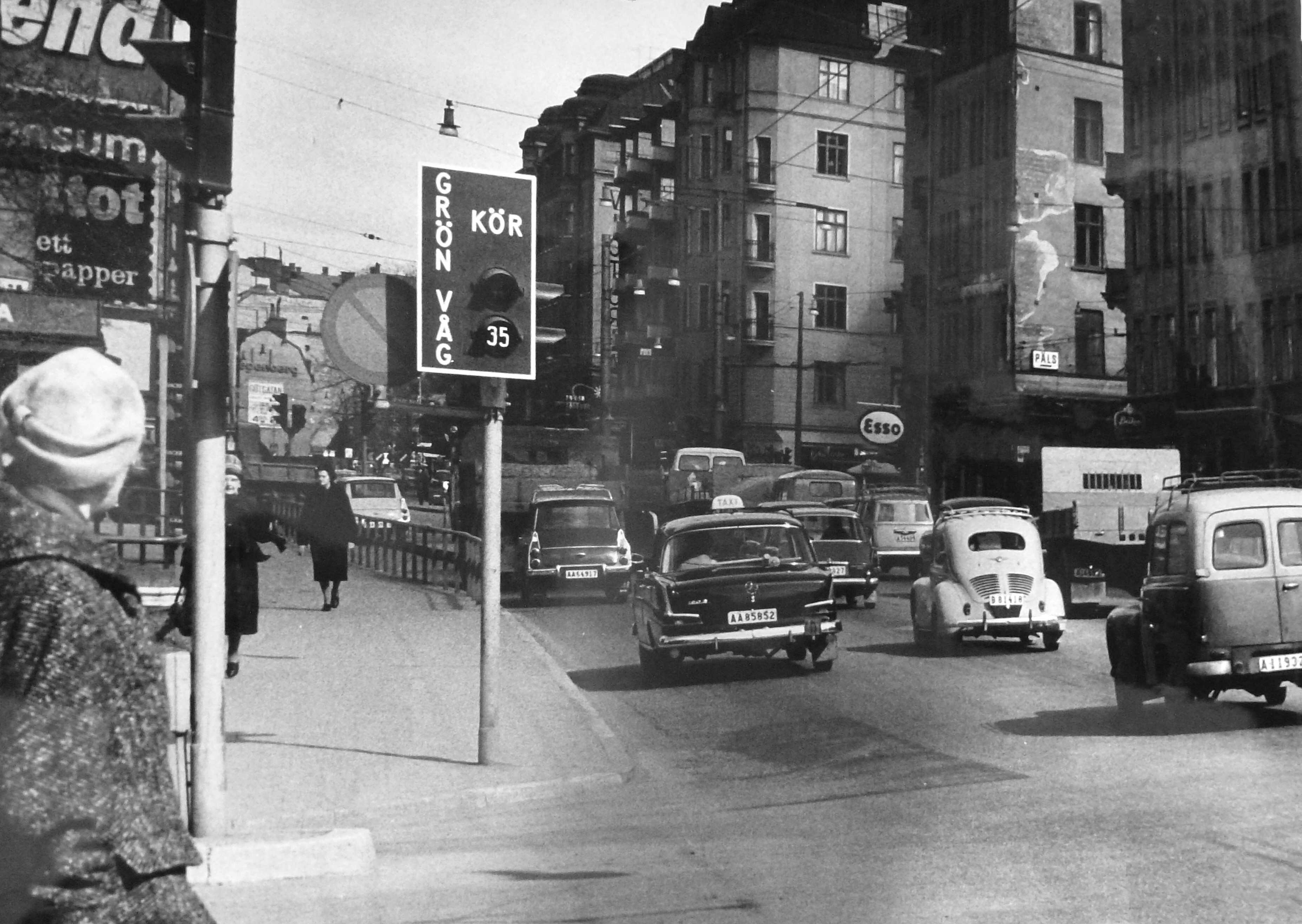
Fotografie Tore Johnsona z experimentu se „Zelenou vlnou“ na Götgatanu v roce 1958.

Tore Yngve Johnson (8. ledna 1928, Paříž, Francie – 14. května 1980, Stockholm) byl švédský fotograf. Byl členem skupiny Deset fotografů a synem švédského spisovatele Eyvinda Johnsona.

## Životopis
V roce 1948 byl asistentem v Karla W. Gullerse a na krátkou dobu Stena Didrika Bellandera. Od roku 1948 působil jako nezávislý fotograf s úkoly mimo jiné pro časopis Vi.
Johnson byl jedním z účastníků výstavy Unga Fotografer (Mladý fotograf) v roce 1949 ve Stockholmu. Kolem roku 1950 pobýval několik let v Paříži u švédských kolegů fotografů, což byl pobyt, který charakterizoval velkou část jeho budoucího stylu. V 50. a 60. letech realizoval fotografické zakázky pro tehdejší stockholmskou městskou kancelář, kde mimo jiné dokumentoval její práci.
Tore Johnson se proslavil především svými realistickými, ale zároveň poetickými obrazy metropolitního prostředí a lidí v zemi i mimo ni, včetně Konga, USA, Francie a arktické oblasti. Jeho archiv je od roku 2002 součástí sbírek Severského muzea.
Tore Jonson také zdobí obálku na posledním LP švédské rockové skupiny Imperiet z roku 1988, přičemž na fotografii je „striptérka“ Finnerödja z roku 1956 a šest fotografií na zadní straně ze stejné série.

## Fotografie filmu
- 1969 - Eriksson

## Galerie

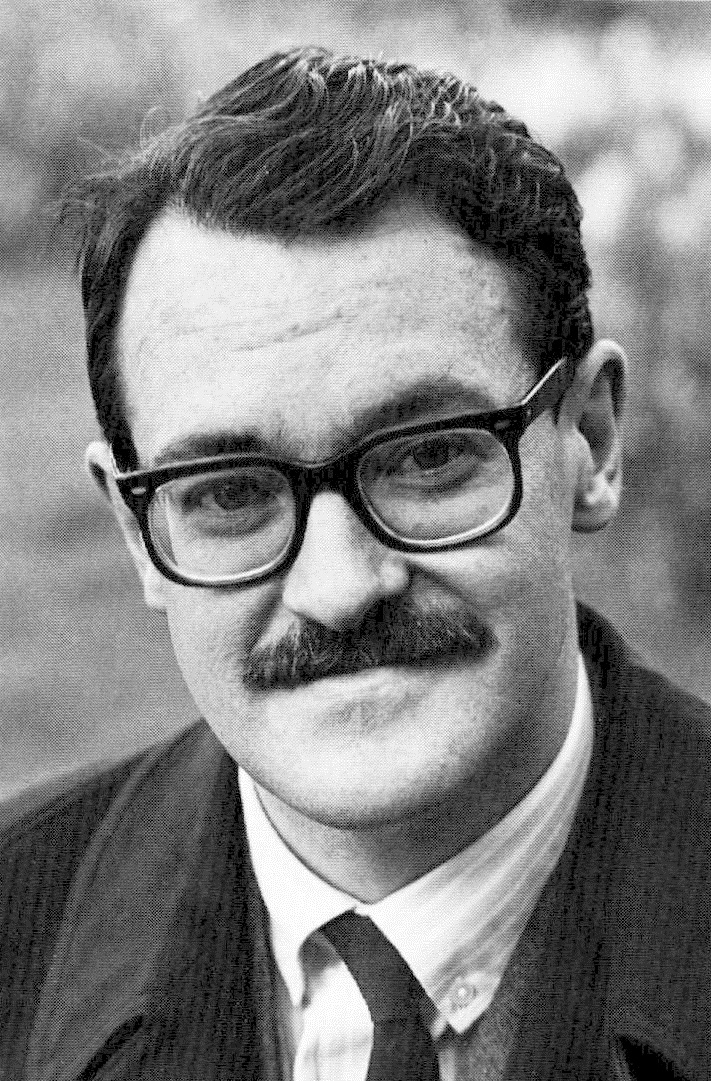
Pär Rådström
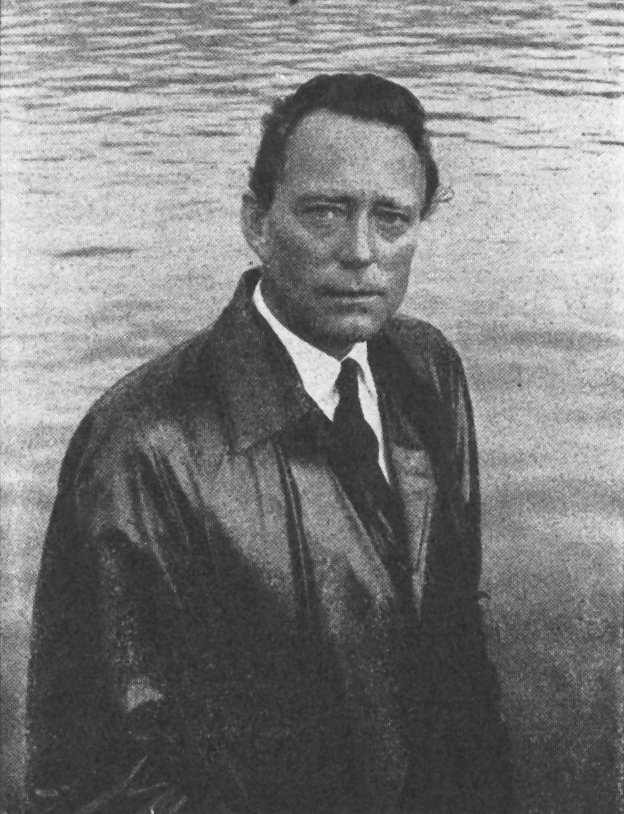
Pereri Krundquist
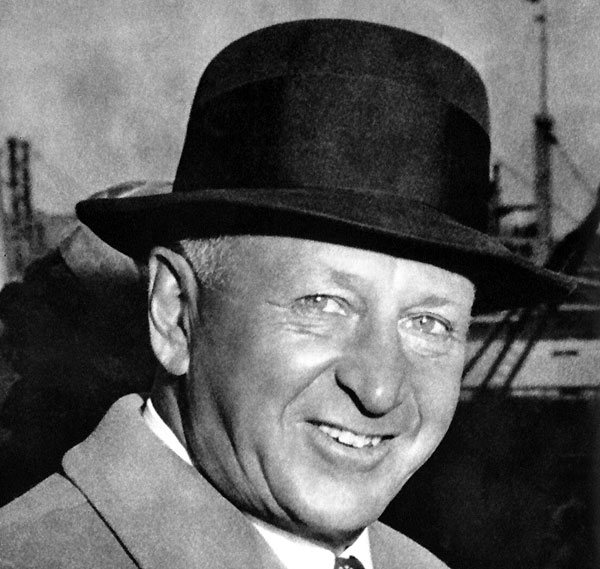
Sven Salen